# Арбед
Арбед (Arbed, ARBED, скорочення від фр. Aciéries Réunies de Burbach Eich Dudelange — - Ас'єрі Реюні де Бурбах-Ейх-Дедюланж — Об'єднані металургійні заводи Бурбах-Ейх-Дюделанж) — колишній люксембурзький металургійний концерн, контрольований люксембурзьким, бельгійським і французьким капіталами. Був заснований у 1911 році. На початку 1970-х років володів понад як 4/5 виробничих потужностей металургійної промисловості Люксембургу. На початку 2000-х років був єдиною компанією чорної металургії Люксембургу. Компанія володіла великою мережею філіалів і підприємств у багатьох державах світу, в тому числі у ФРН, Бельгії, Франції, Нідерландах, Бразилії, Австрії, США, які на початку 1980-х років давали до 70 % обороту. У 40 з них компанія володіла контрольним пакетом акцій. На початку 1980-х років компанія посідала 4-е місце серед металургійних монополій Західної Європи і входила у першу десятку металургійних компаній світу. У 2001 році компанія «Арбед» об'єдналася з іспанською компанією Aceralia і французькою компанією Usinor, внаслідок чого була утворена компанія Arcelor.

## Історія

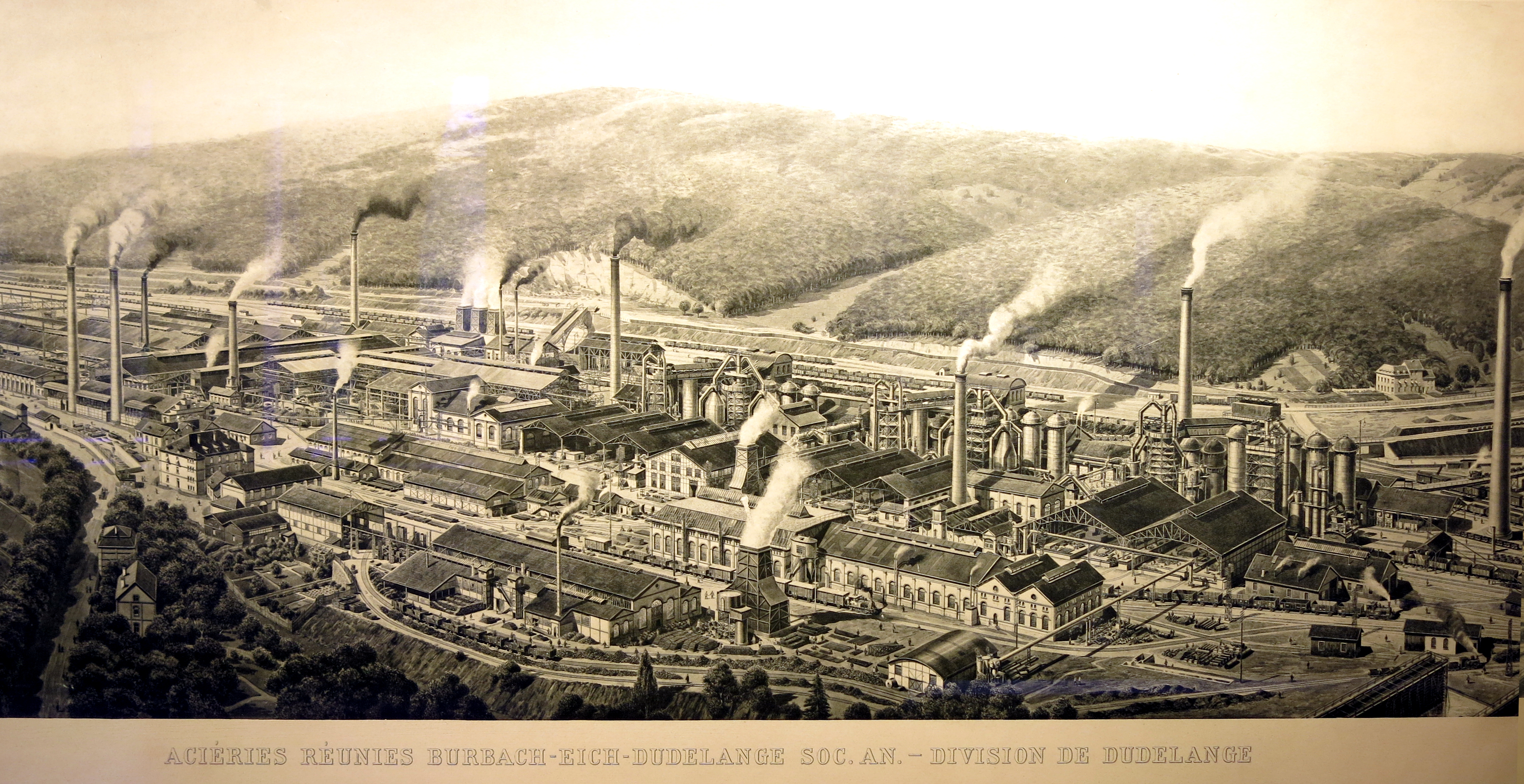
Металургійний завод у Дюделанж, найбільший завод компанії «Арбед» на момент її заснування, у 1912 році. Заснований 1882 року.

Компанія була утворена у 1911 році шляхом об'єднання трьох металургійних компаній, кожна з яких володіла заводами відповідно у люксембурзьких містах Дюделанж і Ейх (тепер в межах міста Люксембург) та у німецькому місті Бурбах.
У 1975 і 1981 роках Державний комітет Ради Міністрів СРСР по науці і техніці підписував з акціонерним товариством «Арбед» угоди про науково-технічну співпрацю.
У 1979 році оборот компанії становив 45,4 млрд франків, кількість робітників і службовців — 20,7 тис. осіб. На початку 1980-х років компанії окрім металургійних заводів з повним металургійним циклом належали також вугільні і залізорудні шахти, коксохімічні заводи, низка машинобудівних підприємств з виробництва електротехнічного обладнання й апаратури, будівельних матеріалів. Виробничі потужності становили 14 млн т сталі на рік.
У 1985 році держава придбала значний пакет акцій компанії і стала найбільшим її акціонером.

## Стан компанії перед утворенням «Arcelor»
Наприкінці 1990-х років, незадого до переходу компанії «Арбед» до складу «Arcelor», вона була єдиною компанією чорної металургії в Люксембурзі. Компанія була приватною, однак держава була її головним акціонером — на той момент державі належало 27,9 % капіталу і 20 % голосів у прийнятті рішень. Компанія вела багатопрофільну діяльність — від видобутку корисних копалин й будівництва заводів до випуску готової продукції. У Люксембурзі компанія після зупинки у 1998 році останньої доменної печі в країні не мала заводів з повним металургійним циклом, тут працювало тільки прокатне виробництво. Компанія реструктуризувала виробництво сталі, витративши 18 млрд люксембурзьких франків переважно на будівництво 3 електросталеплавильних печей для переробки металобрухту замість киснево-конвертерного виробництва, яке може переробляти лише обмежену кількість металобрухту за одну плавку. Підприємства в самому Люксембурзі грали набагато меншу роль у оборудках компанії, ніж підприємства компанії, розташовані за кордоном — в Люксембурзі в основному працювали заводи, що виробляли сортовий прокат, провідною компанією була «ProfilARBED», яка в свою чергу включала в себе німецьку Stahlwerke Thüringen. У 1996 році виробництво сортового прокату становило 20,2 % у консолідованому обороті компанії «Арбед». Виробництво листового прокату становило 43,3 % консолідованого обороту компанії. В межах Люксембургу листопрокатний цех компанії був у місті Дюделанж, але листопрокатне виробництво в основному було пов'язано переважно з дочірньою бельгійською компанією «Sidmar» і її 2 металургійними заводами повного циклу — заводом у Генті (Бельгія) і заводом у Бремені (Німеччина). Інші важливі області діяльності компанії — виробництво легованої сталі у Бельгії і важливий внесок у Бразилії — група «Белго-Мінейра» (32 % капіталу і 35,3 % голосів).

## Виноски
1. 1 2  GRID Release 2017-05-22 — 2017-05-22 — 2017. — doi:10.6084/M9.FIGSHARE.5032286
2. 1 2 3  Архів преси XX століття — 1908.
3. ↑   Люксембург. // Большая советская энциклопедия : в 30 т. / главн. ред. А. М. Прохоров. — 3-е изд. — М. : «Советская энциклопедия», 1969—1978. (рос.). — 1973.
4. 1 2 3  Steel in Luxembourg [Архівовано 4 лютого 2021 у Wayback Machine.]. // Green Industrial Restructuring: International Case Studies and Theoretical Interpretations [Архівовано 22 січня 2021 у Wayback Machine.]. Springer Science & Business Media. 2001. Page 279. (англ.)
5. 1 2   Мировая экономика и международные отношения. № 1, 1981. — С. 135. (рос.)
6. ↑  СССР--Люксембург: страницы истории, 1867—1984 гг. : документы и материалы. — М.: Издательство политической литературы, 1985. — С. 179, 210 [Архівовано 11 квітня 2022 у Wayback Machine.]. (рос.)